# Brevipalpus bouchea
Brevipalpus bouchea är en spindeldjursart som beskrevs av Baker, Tuttle och Abbatiello 1975. Brevipalpus bouchea ingår i släktet Brevipalpus och familjen Tenuipalpidae. Inga underarter finns listade.